# Patsy, mi amor
Patsy, mi amor es una película mexicana de 1969 basada en un argumento del escritor colombiano Gabriel García Márquez, el cual fue adaptado y dialogado por Manuel Michel, quien también la dirigió. Fue el primer largometraje de Manuel Michel.

## Sinopsis
Esta cinta narra la historia de Patsy: una bonita, curiosa, vivaz, inteligente, voluntariosa y moderna jovencita universitaria de clase alta cuya existencia transcurre entre sus clases de Literatura en la UNAM, sus vespertinas clases de ballet, las poéticas conversaciones que mantiene con su siempre consentidor padre y sus “lecturas atrevidas”, tal como lo asegura su muy conservadora madre, quien también le desaprueba a su hija sus “relaciones extrañas” con tres amigos suyos: Freddy, un músico hippie de un café-concert; Pedro, un joven productor televisivo quien termina casándose -un tanto apresuradamente- con Lisa, la mejor amiga de Patsy; y Germán, un provinciano estudiante de Medicina cuyo único defecto es el de ser "un viejo de 28 años", como dice la misma Patsy.
Sin embargo, ninguno de los tres será quien consiga la hazaña de hacerle perder su virginidad, sino que el afortunado terminará siendo Ricardo: un cuarentón mediocre, aburrido, paranoico y además casado y con hijos, que nunca tuvo serias intenciones para con ella, ya que al final terminará por trastocarle el maravilloso mundo de Patsy para luego dejarla vestida y alborotada, hasta que su misma juventud le hace sobreponerse a su primer desengaño amoroso al regresar con su círculo de amistades y seguir adelante con su vida.

## Elenco
- Ofelia Medina ... Patsy
- Joaquín Cordero ... Papá de Patsy
- Alicia Caro ... Mamá de Patsy
- Julio Alemán ... Ricardo
- Julián Pastor ... Freddy
- Héctor Bonilla ... Germán
- Leticia Robles ... Lisa
- Carlos Cortés ... Pedro
- Martha Zavaleta ... Pioquinta
- Farnesio de Bernal ... El viudo
- Raúl Velasco ... Presentador
- Pixie Hopkin ... Cantante
- Luis Rius
- Felipe Ehrenberg
- Penelope Jane Mockler ... Gringa